# Kommission zur Untersuchung der Wettbewerbsgleichheit von Presse, Funk/Fernsehen und Film
Die Kommission zur Untersuchung der Wettbewerbsgleichheit von Presse, Funk/Fernsehen und Film, nach ihrem Vorsitzenden Elmar Michel auch „Michel-Kommission“ genannt, war eine im Dezember 1964 vom Deutschen Bundestag einberufene Kommission, die den vermeintlichen Verdrängungswettbewerb zu Lasten der Presse untersuchen sollte.

## Entstehungsgeschichte
Anfang der 1960er Jahre kritisierten Zeitungsverleger, darunter Axel Springer und zunächst auch Rudolf Augstein das öffentlich-rechtliche Fernsehen, da es ihrer Meinung nach die Ursache für die Krise der deutschen Tagespresse gewesen sei. Der BDZV forderte eine angemessene Beteiligung der Verleger am Fernsehen. Des Weiteren wollten er die von ihm gesehene Wettbewerbsverzerrung zwischen privater Presse und dem öffentlich-rechtlichen Rundfunk aufheben.  Deshalb wurde im Sommer 1963 der Plan entwickelt, eine Untersuchungskommission zur Klärung der Wettbewerbslage einzusetzen. Daraufhin konstituierte sich am 14. Dezember 1963 eine siebenköpfige Kommission, die nach ihrem Vorsitzenden (Elmar Michel) als „Michel-Kommission“ bezeichnet wird.

## Untersuchungsergebnisse
Am 27. September 1967 legte die Kommission das Ergebnis ihrer Untersuchung der Öffentlichkeit vor. Das Fazit lautete: zwischen der Presse und dem öffentlich-rechtlichen Rundfunk, der damals noch eine Monopolstellung besaß, gäbe es keine Wettbewerbsverzerrungen. Die Idee des Verlegerfernsehens wurde zurückgewiesen. Der Wettbewerb auf dem Zeitungsmarkt wurde als relevanter angesehen.  